# راديو بغداد
راديو بغداد أو إذاعة بغداد هو ثاني محطة اذاعية سُمِع صوتها في الوطن العربي بعد إذاعة القاهرة حيث افتتحت رسميا بتاريخ 1 يوليو 1936، وكانت تُسمّى في أواخر الأربعينات محطة بغداد للإذاعة اللاسلكية (محطة الحكومة).

## فكرة تأسيس الإذاعة
كان للملك غازي إذاعة بسيطة مصغرة في قصر الزهور يرضي بها هوايته الشخصية، فاتجهت النية إلى جعلها إذاعة رسمية للدولة، وقد بدأ الإعداد لها بالفعل وتم افتتاحها باحتفال كبير.
و عند افتتاح الإذاعة ترك الناس بيوتهم وتجمهروا في الساحات العامة التي نصبت فيها أجهزة الاستقبال لمشاهدة بداية هذا الإنجاز العظيم. وزحفت جموع من الرجال والنساء والأطفال إلى منطقة الصالحية في بغداد ليشاهدوا المحطة التي ترسل ذلك الكلام والغناء والموسيقى، لكنهم لم يشاهدوا سوى مبنى صغير يقف شرطي واحد على بابه ولا شيء غير ذلك.
لم تكن المحطة سوى غرفة المدير واستوديو للمذيعين وآخر للموسيقى والغناء والقرآن الكريم وكانت تذيع ثلاث مرات في الأسبوع أيام السبت والاثنين والخميس ساعة في الصباح وساعة في المساء وكانت مرتبطة بوزارة الأشغال والمواصلات.

## تاريخ إذاعة بغداد
يذكر أن عام 1932 شهد اهتماماً بالراديو والإذاعة وفي هذه الفترة بدأ البث الاذاعي في العراق وقد مهدت الصحافة لذلك حيث أعلنت أن المستر برات مهندس اللاسلكي في دائرة البرق والبريد سوف يلقي محاضرة عن أجهزة الراديو والتي ألقاها في المدرسة الثانوية وفي السنة نفسها قامت الحكومة العراقية بأول بث إذاعي ما بين الساعتين 8.30-10.30 وأشارت الإذاعة إلى الخطاب الذي سيلقيه الملك عند افتتاح المعرض الصناعي التجاري في بغداد وأشارت أن طول الموجات التي ستعمل ستكون 530 متراً و12-67 متراً وبهذا يكون يوم 22 آذار 1932 هو أول يوم بدأ البث الإذاعي في العراق وقد سمعت الجماهير في الساعة التاسعة الكلمات التي بثها فائق شاكر مدير البريد والبرق العام وكان الهدف من ذلك تجربة آلات البث وقد سمع البث في أنحاء متفرقة من العراق كما وردت برقية من القاهرة تفيد بسماع الكلمة التي ألقاها فائق شاكر الذي أشار في كلمته إلى تشجيع أصحاب رؤوس الأموال بتأسيس مصانع لإنتاج الراديو ليكون في متناول الجميع من أجل بث الوعي العام بين الجماهير.
وفي 1 أبريل 1932 قام الملك فيصل الأول بافتتاح المعرض الزراعي الصناعي وقد حضرت المعرض شخصيات عراقية وأجنبية كما قام الملك بإلقاء كلمته أمام الآلة (الأخذة) الميكرفون ومن المعرض تم بث محاضرة للأديب أمين الريحاني وقصيدة للشاعر جميل صدقي الزهاوي بعدها تم البث الإذاعي الجديد في 7 شباط 1935 وأن البث الإذاعي سوف يتم الساعة السادسة والنصف مساء وسيتضمن الفقرات الآتية:
1. اربانه سيكاه.
2. موسيقى افرنجية.
3. دور- كل ما يزداد. قبل سليمة مراد.
4. طقطوقة -داء الهوى- قبل سليمة مراد.
5.موسيقى افرنجية.
6. تقسيم كمان -قبل صالح الكويتي.
7. غناء قصيدة -حكم الدهر- قبل عبدو سعادة.
8. تقسيم قانون -من عزوري بلاص.
9. اسطوانات.
10. محاضرة للدكتور حنه بك الخياط.

## الإذاعة في العهد الملكي
يمكن أن يحدد البث الرسمي لإذاعة بغداد يعود ليوم 7/7/1936 حيث أعلن منهاج الإذاعة اللاسلكية العراقية (التجربة النهائية) وكان طول الموجة التي تبث عليها إذاعة بغداد هي 391، و767 كيلو سايكل وكان المنهاج لذلك اليوم هو:
8.00 تلاوة القرآن الكريم من ملا مهدي.
8.15 نشيد مدرسي.
8.30 مغنى وآلات من السيدة فتحية أحمد.
9.20 نشرة الأخبار.
9.40 حديث عن السل عند الأطفال.
10.10 منتخبات من الاسطوانات الشرقية.
10.30 موسيقى الجيش.
11.00 السلام.
في عام 1937 صدر نظام جديد للإذاعة اللاسلكية العراقية حيث استبدل اسم (محطة الإذاعة) بـ(دار الإذاعة) وسن قانون الضريبة على كل مذياع قدره 500 فلس وذلك لتمويل مصروفات الإذاعة كما وزع عدد من هذه الأجهزة على المحافظات والمدارس والأماكن المهمة.
وقد كانت عملية البث من دار الإذاعة العراقية غير منتظمة في سنواتها الأولى حيث كانت تبث يومين في الاسبوع اعتباراً من تموز 1936 واستمرت على ذلك حتى توقف البث في 16 ايلول 1936 غير أن مسألة البث عادت للانتعاش عام 1937 حيث أُعيد البث في 28 كانون الأول 1937 وأصبح ثلاث مرات في الاسبوع وبمعدل ثلاث ساعات ونصف في كل مرة واستمر هذا النمط من البث حتى نهاية شهر تشرين الثاني 1937 حيث ازداد البث بعد ذلك اربع مرات في الاسبوع وفي 1938/8/1 بدأت الإذاعة بثها اليومي.
وفي خضم الحرب العالمية الثانية وازدياد النفوذ البريطاني في العراق بعد فشل ثورة 1947 فقد قدمت السفارة البريطانية بعض المعونات في مجال الإذاعة حيث زودت دائرة البريد والبرق العامة بمرسلة اذاعية جديدة أقوى من المرسلات المستعملة في ذلك الوقت وقد استخدمت كإذاعة تجريبية جديدة بدأت البث في بغداد في 1943/4/16.
في عام 1949 قدمت أول تمثيلية إذاعية في العراق باسم مجنون ليلى باللغة الفصحى.

## أوائل المذيعين الذين عملوا في الإذاعة
- حسين الكيلاني
- محمد عبد اللطيف

## أوائل المطربين الذين عملوا في الإذاعة
- محمد القبانجي
- رشيد القندرجي
- عبد الرحمن البنا
- سليمة مراد
- زكية جورج
- أميرة جمال
- عزيز علي

## أهم برامج الإذاعة
- نادي الإذاعة
- عراقنا الرياضي
- حذار من اليأس
- اسمك.. عنوانك